# Circonscription de Chiri Regular
La circonscription de Chiri Regular est une des 121 circonscriptions législatives de l'État fédéré des nations, nationalités et peuples du Sud, elle se situe dans la Zone Keffa. Son représentant actuel est Kasahun Alemu Gebre.